# بوحجار
بوحجّار بلدية تابعة دائرة بوحجار بولاية الطارف الجزائرية.
بوحجار مدينة سياحية بمناظرها الجبلية الخلابة، هذه المدينة من ابرز مدن ولاية الطارف الفلاحية ربيعها خلاب وخريفها بأمطاره الساقية، الصيف فيها يتميز بالجفاف لأنها تفتقر لخزائن الماء، الشتاء فيها ثلجي بسبب جبالها العالية يو جد بها العديد من البراكين الخامدة مما يثريها بالعديد من الحمامات الطبيعية المعروفة بشفائها لجميع أنواع الأمراض الجلدية والعضلية، تتميز هذه المدينة الصغيرة بالسلام والأمن، سكانها طيبين، ومحافظين، تخرج منها العديد من الشخصيات البارزة منها: عائلة اللاعب الجزائري المعروف كريم زياني، المذيعة المعروفة خيرة سعدي وزير السياحة السابق لخضر ضرباني، يوجد بها 7 مدارس ابتدائية، و3 اكماليات، وثانويتين (ثانوية بوحجار الجديدة - ثانوية المقدم عبد الرحمان بن سالم )، يوجد بها مستشفيين، معظم بيوتها تتميز بالطابع السكني الأرض وبالجبال المحيطة به من كل جهة، يوجد به اثار رومانية، التي اكتشفت بها العديد من الكنوز والذهب المخبئ من طرف القرويين والذي صدر إلى ممتلكات الدولة، هذه المدينة ساحرة تتميز بالجمال والعفة والطيبة والكرم الواضح مما يجعلها تجذب الجميع فمرحبا بكم في ربع من ربوع الجزائر ومن أكثر الأماكن سحرا رغم البساطة.و ستقام بها اكمالية أخرى بجانب البلدية.
المدينة نصف سكانها من مدينة بونة /عنابة / حاليا حيث نزح معظمهم إبان الاستعمار إلى جبال بني صالح وبوحجار الذي كان يسمى لامي آنذاك

## السكان
ينتمي معظم سكان بلدية بوحجار إلى عرش بني صالح وهو أحد فروع قبيلة زناتة الأمازيغية، ويتوزعون أساسا على سلسلة جبال بني صالح التي تربط بين ولايات الطارف سوق اهراس وقالمة.
كان سكان جبال بني صالح يتحدثون بالأمازيغية الزناتية قديما. لكن هذه اللغة اندثرت مع  اواخر القرن السادس عشر ميلادي بسبب حملات التهجير التي انتهجتها الدولة العثمانية تجاه سكان هذه المنطقة بسبب رفضهم دفع الضرائب
لكن العادات والتقاليد الأمازيغية مازالت حاضرة في المنطقة ومن أهمها الوشومات الموجودة في أوجه النساء والتي ترمز إلى قبيلة زناتة الأمازيغية.